# 리얼체험 세상을 품다
《리얼체험 세상을 품다》는 한국방송공사의 다큐멘터리 텔레비전 프로그램이다.

## 방영 일시
| 방송 채널 | 방송 기간                         | 방송 시간                         |
| --------- | --------------------------------- | --------------------------------- |
| KBS 1TV   | 2013년 7월 24일 ~ 2014년 8월 27일 | 수요일 오후 10시 50분 ~ 11시 30분 |
| KBS 1TV   | 2014년 9월 7일 ~ 2014년 12월 14일 | 일요일 오전 10시 ~ 11시           |

## 방영 목록

### 2013년
| 회차 | 방영일    | 부제                                  | 방문 국가    |
| ---- | --------- | ------------------------------------- | ------------ |
| 시범 | 7월 24일  | 정찬의 정글택시                       | 마다가스카르 |
| 시범 | 7월 31일  | 정찬의 정글택시                       | 마다가스카르 |
| 1회  | 8월 21일  | 미스에이 페이의 고산족 학교           | 중국         |
| 2회  | 8월 28일  | 미스에이 페이의 고산족 학교           | 중국         |
| 3회  | 9월 4일   | 한정수의 몽골 축제                    | 몽골         |
| 4회  | 9월 11일  | 한정수의 몽골 축제                    | 몽골         |
| 5회  | 9월 18일  | 최필립의 해양경찰특공대               | 국내 촬영    |
| 6회  | 9월 25일  | 최필립의 해양경찰특공대               | 국내 촬영    |
| 7회  | 10월 2일  | 조연우 - 죽음의 땅 다나킬에 가다      | 에티오피아   |
| 8회  | 10월 9일  | 조연우 - 죽음의 땅 다나킬에 가다      | 에티오피아   |
| 9회  | 10월 16일 | 하재숙의 독도 바다 청소               | 국내 촬영    |
| 10회 | 10월 23일 | 하재숙의 독도 바다 청소               | 국내 촬영    |
| 11회 | 10월 30일 | 정찬의 LAPD                           | 미국         |
| 12회 | 11월 6일  | 정찬의 LAPD                           | 미국         |
| 13회 | 11월 13일 | 이세은의 스리랑카 코끼리마을          | 스리랑카     |
| 14회 | 11월 20일 | 이세은의 스리랑카 코끼리마을          | 스리랑카     |
| 15회 | 11월 27일 | 에드워드 권의 인도 도시락 배달부      | 인도         |
| 16회 | 12월 4일  | 에드워드 권의 인도 도시락 배달부      | 인도         |
| 17회 | 12월 11일 | 이재훈 - 필리핀 태풍 참사 현장에 가다 | 필리핀       |
| 18회 | 12월 18일 | 이재훈 - 필리핀 태풍 참사 현장에 가다 | 필리핀       |

### 2014년
| 회차 | 방송일    | 부제                                                | 방문 국가  |
| ---- | --------- | --------------------------------------------------- | ---------- |
| 19회 | 1월 8일   | 리키 김의 말레이시아 정글랠리                       | 말레이시아 |
| 20회 | 1월 15일  | 리키 김의 말레이시아 정글랠리                       | 말레이시아 |
| 21회 | 1월 22일  | 리키 김의 말레이시아 정글랠리                       | 말레이시아 |
| 22회 | 1월 29일  | 리키 김의 말레이시아 정글랠리                       | 말레이시아 |
| 23회 | 2월 5일   | 한영의 톤레삽 리엘잡이                              | 캄보디아   |
| 24회 | 2월 12일  | 한영의 톤레삽 리엘잡이                              | 캄보디아   |
| 25회 | 2월 19일  | 박재민 - 세상에서 가장 추운 마을에 가다             | 러시아     |
| 26회 | 2월 26일  | 박재민 - 세상에서 가장 추운 마을에 가다             | 러시아     |
| 27회 | 3월 5일   | 박재민 - 세상에서 가장 추운 마을에 가다             | 러시아     |
| 28회 | 3월 12일  | 원더걸스 예은 - 동물의 왕국에 가다                  | 보츠와나   |
| 29회 | 3월 19일  | 원더걸스 예은 - 동물의 왕국에 가다                  | 보츠와나   |
| 30회 | 3월 26일  | 이채영 - 차마고도에 가다                            | 중국       |
| 31회 | 4월 2일   | 이채영 - 차마고도에 가다                            | 중국       |
| 32회 | 4월 9일   | 이세창의 바다의 집시 바자우 족(1)                   | 필리핀     |
| 33회 | 4월 30일  | 조연우 (배우)\|조연우- 오로라 마을에 가다           | 캐나다     |
| 34회 | 5월 7일   | 조연우 (배우)\|조연우- 오로라 마을에 가다           | 캐나다     |
| 35회 | 5월 14일  | 이언정의 사하라 사막 레이스                         | 모로코     |
| 36회 | 5월 21일  | 이언정의 사하라 사막 레이스                         | 모로코     |
| 37회 | 5월 28일  | 이세창의 바다의 집시 바자우 족(2)                   | 필리핀     |
| 38회 | 6월 11일  | 레인보우 재경의 피지 무인도 표류기                  | 피지       |
| 39회 | 6월 18일  | 레인보우 재경의 피지 무인도 표류기                  | 피지       |
| 40회 | 6월 25일  | 제빵왕 김탁구 - 라오스의 동자승이 되다              | 라오스     |
| 41회 | 7월 2일   | 제빵왕 김탁구 - 라오스의 동자승이 되다              | 라오스     |
| 42회 | 7월 9일   | 정준의 필리핀 상어잡이                              | 필리핀     |
| 43회 | 7월 16일  | 정준의 필리핀 상어잡이                              | 필리핀     |
| 44회 | 7월 23일  | 박재민의 방글라데시 수달 낚시꾼 도전기              | 방글라데시 |
| 45회 | 8월 6일   | 박재민의 방글라데시 수달 낚시꾼 도전기              | 방글라데시 |
| 46회 | 8월 13일  | 황보 - 200불로 떠나는 무작정 배낭여행               | 모로코     |
| 47회 | 8월 20일  | 황보 - 200불로 떠나는 무작정 배낭여행               | 모로코     |
| 48회 | 8월 27일  | 김재원과 김홍성 - 하늘의 땅 라다크 자전거 트래킹    | 인도       |
| 49회 | 9월 7일   | 김재원과 김홍성 - 하늘의 땅 라다크 자전거 트래킹    | 인도       |
| 50회 | 9월 14일  | 진보라 - 태국 속 미얀마 난민 마을에 가다            | 태국       |
| 51회 | 9월 21일  | 진보라 - 태국 속 미얀마 난민 마을에 가다            | 태국       |
| 52회 | 9월 28일  | 박재민 - 스웨덴 110 km 트레킹 도전기(1)             | 스웨덴     |
| 53회 | 10월 5일  | 박재민 - 스웨덴 110 km 트레킹 도전기(2)             | 스웨덴     |
| 53회 | 10월 5일  | 서울 촌놈 허정민의 생애 첫 배낭여행                 | 리투아니아 |
| 54회 | 10월 12일 | 서울 촌놈 허정민의 생애 첫 배낭여행                 | 라트비아   |
| 55회 | 10월 19일 | 서울 촌놈 허정민의 생애 첫 배낭여행                 | 에스토니아 |
| 56회 | 10월 26일 | 아나운서 김승휘, 조항리의 사서 고생 볼리비아 여행기 | 볼리비아   |
| 57회 | 11월 2일  | 아나운서 김승휘, 조항리의 사서 고생 볼리비아 여행기 | 볼리비아   |
| 58회 | 11월 9일  | 우지원 - 중국 쓰촨 - 하이난 2500 km 배낭여행        | 중국       |
| 59회 | 11월 16일 | 우지원 - 중국 쓰촨 - 하이난 2500 km 배낭여행        | 중국       |
| 60회 | 11월 23일 | 고민정 부부 - 히말라야 수스파 마을에 가다           | 네팔       |
| 61회 | 11월 30일 | 고민정 부부 - 히말라야 수스파 마을에 가다           | 네팔       |
| 62회 | 12월 7일  | 황보의 당신이 몰랐던 태국을 찾아서                  | 태국       |
| 63회 | 12월 14일 | 황보의 당신이 몰랐던 태국을 찾아서                  | 태국       |